# Tomáš Pumpr
Tomáš Pumpr (2. října 1906 Dolní Slověnice – 10. září 1972 Praha) byl právník, překladatel a esperantista.

## Dílo
- Poŝatlaso – Kapesní atlas světa

## Překlady
- Bukedo el la naciaj mitoj (Kytice (sbírka)) – Karel Jaromír Erben
- Bapto de caro Vladimír (Křest svatého Vladimíra) – Karel Havlíček Borovský
- Reĝo Lávra (Král Lávra) – Karel Havlíček Borovský
- Sileziaj kantoj (Slezské písně) – Petr Bezruč
- Majo (Máj) – Karel Hynek Mácha
- Vendita Fianĉino (Prodaná nevěsta) – libreto k opeře Bedřicha Smetany
- Najado (Rusalka) – libreto k opeře
- En la puto (V studni) – libreto k opeře
- Sekreto (Tajemství) – libreto k opeře